# Портиман
Портима́н (иногда Портима́у, порт. Portimão [puɾtiˈmɐ̃w̃]) — город и морской порт на юге Португалии, центр одноимённого муниципалитета округа Фару. Численность населения — 49 тысяч жителей (город), 59,8 тысячи жителей (муниципалитет). Город и муниципалитет входит в регион Алгарве и субрегион Алгарви. Входит в состав городской агломерации Большое Алгарве.
Центр города расположен примерно в 2 км от Атлантического океана и является важным центром рыболовства и туризма.

## Расположение
Город Портиман расположен в устье реки Араде при впадении её в Атлантический океан. Рядом проходит автотрасса A22 и IC4.
Расстояние до:
- Лиссабона — 215 км;
- Фару — 55 км;
- Бежа — 114 км.

Муниципалитет граничит:
- на севере — с муниципалитетом Моншике;
- на востоке — с муниципалитетами Силвеш и Лагоа;
- на западе — с муниципалитетом Лагуш.

На юге омывается Атлантическим океаном.

## История
Археологические данные свидетельствуют о существовании на территории Портимана города эллинистического периода и римского периодов. В римские времена населённый пункт назывался Порт Ганнибалис (лат. Portus Hannibalis). Современный город основан в 1453 году.

## Достопримечательности

### Архитектурные и археологические памятники

#### Портиман
- Часовня Святого Жозе (Capela São José) — XVII век.
- Церковь Богородицы Девы Марии (Igreja Matriz de Nossa Senhora da Conceição) — XV век.
- Монастырь и колледж иезуитов (Convento do Colégio dos Jesuítas) — XVII век.
- Монастырь Святого Франциска (Convento São Francisco) — XVI век.
- Крепость Святой Екатерины (Fortaleza de Santa Catarina) — XVII век.
- Крепостные стены Портимана (Muralhas de Portimão).
- Исторический центр Портимана (Antiga lota de Portimão).

#### Алвор
- Замок Алвор (Castelo de Alvor).
- Церковь Богородицы в Алворе (Igreja Matriz de Alvor).
- Часовня Святого Петра (Morabito de São Pedro).
- Часовня Святого Иоанна (Morabito de São João).
- Дворец Абреу (Palácio Abreu) — реставрирован в начале XIX века.
- Скульптура рыбака — автор Жуау Кутилеиру, статуя установлена в 2000 г.
- Этнографический музей в Алворе.
- Здание Салва-Видаш (Edifício do Salva Vidas) — построено в 20-х годах XX столетия, недавно реставрировано.

#### Мешильоейра-Гранде
Доисторический монастырь Алкалар (Conjunto pré-histórico de Alcalar)
Археологическая база римского периода (Estação romana da Quinta da Abicada)

### Другие интересные места
- Дворец Бивар (порт. Palácio Bivar) — построен в конце XVIII века. Стиль неоклассика барокко. Сейчас муниципалитет Портиман.
- Особняк Сарреа-Гарфиаш (Palacete Sárrea Garfias) — построен в конце XVIII века. Стиль неоклассика барокко.
- Дом Мануэла Тейшейры Гомеша (Casa Manuel Teixeira Gomes), в котором родился португальский писатель и политик М. Т. Гомеш (27 мая 1860 — 18 октября 1941), седьмой президент Португальской Республики, присвоивший в 1924 году Портиману статус города.
- Площадь Мануэла Тейшейры Гомеша (Praça Manuel Teixeira Gomes) — создана в начале XX века, служит местом встреч жителей Портимана и проведения праздников.
- Парк Вишконде-Бивар (Jardim Visconde Bivar) — создан в 1905 г. Один из старинных парков Портимана.
- Старинный мост (Ponte rodoviária) — построен в 1876 году.
- Железнодорожный мост (Ponte ferroviária) — построен в 1922 г.
- Здание железнодорожной станции (Edifício da Estação de Caminho de Ferro).
- Международный автодром Алгарве.

Портиман — популярное место отдыха и туризма. Город располагает гаванью для яхт и многочисленными морскими пляжами, среди которых самый известный — Прайя-да-Роша. Имеются морской порт и муниципальный аэродром.
- Портиман вечером
- Марина в Портимане
- Форт Санта-Катарина
- Церковь Богородицы в Алворе
- Скалы возле Портимана

## Экономика
Экономика основана на обслуживании туристов и отдыхающих.

## Транспорт
- Муниципальный аэродром Портиман
- Национальное и интернациональное автобусное сообщение
- Железнодорожная станция
- Морской порт
- Марина

## Районы
| Фрегезии (районы) муниципалитета Портиман | Фрегезии (районы) муниципалитета Портиман | Фрегезии (районы) муниципалитета Портиман | Фрегезии (районы) муниципалитета Портиман | Фрегезии (районы) муниципалитета Портиман | Фрегезии (районы) муниципалитета Портиман | Фрегезии (районы) муниципалитета Портиман |
| ----------------------------------------- | ----------------------------------------- | ----------------------------------------- | ----------------------------------------- | ----------------------------------------- | ----------------------------------------- | ----------------------------------------- |
| №                                         | Наименование                              | Оригинальное наименование                 | Кол-во жителей, чел. (2001)               | Территория, км²                           | Плотность, чел./км²                       | Почтовый индекс                           |
| 1                                         | Алвор                                     | Alvor                                     | 4977                                      | 15,25                                     | 326,36                                    | 8500-000 ALVOR                            |
| 2                                         | Мешильоейра-Гранде                        | Mexilhoeira Grande                        | 3598                                      | 88,41                                     | 40,7                                      | 8500-000 MEXILHOEIRA GRANDE               |
| 3                                         | Портиман                                  | Portimão                                  | 36243                                     | 75,69                                     | 478,83                                    | 8500-540 PORTIMAO                         |